# Don Bosco (Cabimas)
Don Bosco es uno de los sectores que conforman la ciudad de Cabimas en el estado Zulia (Venezuela), pertenece a la parroquia Germán Ríos Linares.

## Ubicación
Don Bosco se encuentra entre los sectores Los Olivos al oeste (prolongación av 32) y la ciénaga del Mene al norte, sur y este.

## Zona Residencial
Don Bosco está como muchos sectores de Cabimas está ocupado por casas, pozos petroleros y otras edificaciones, como por ejemplo astilleros navales a pesar de que la laguna que se encuentra a su alrededor no es navegable por tener aproximadamente un metro de profundidad, sus habitantes como los del sector vecino los Olivos se dedican a la pesca artesanal con redes en la laguna, y a la cría del camarón. La Laguna del Mene es una ciénaga natural en la desembocadura del río Mene en la frontera entre los municipios Cabimas y Santa Rita, se seca casi completamente en verano y parte de su perímetro es ocupado por chaguaramos y manglares. Don Bosco alcanza hasta el puente del Río Mene sobre la carretera F vía Monte Pío, luego de la laguna está el sector Ciudad Sucre.

## Vialidad y Transporte
La vialidad es escasa, siendo la mayor parte de las calles de tierra, o en mal estado, la carretera F es la vía principal por donde pasa la línea Cabimas - Maracaibo.